# Tambor de copa
Los tambores de copa son un tipo de membranófonos en el que una cara es mayor que la otra y el armazón semeja la forma de una copa o cáliz. Este grupo incluye la darbuka y el djembe.

## Nombres
Tambores de copa según la localidad y el idioma:
- General - darbakeh (دربكة), tarabuka , tablah, tableh (طبلة)
- Afganistán - zairbaghali, zerbaghali (Dari), zir-baghali
- Albania - qypi
- Armenia - doumbak, dumbeg, doumbag (Դումպեկ)Darbuca (derbake) de Egipto.
- Asiria - dombuk, derbakeh

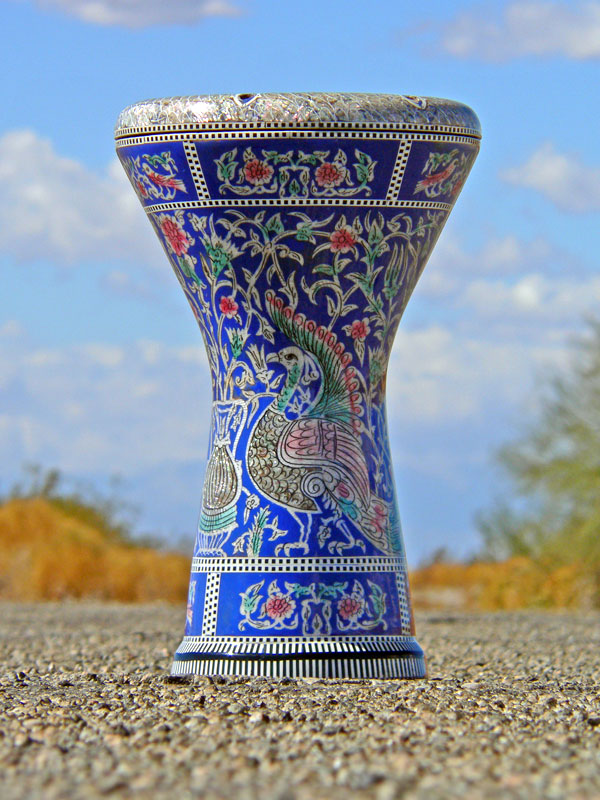
Darbuca (derbake) de Egipto.

- Azerbaiyán - dumbul, dunbul , dümbək
- Bosnia - tarambuka
- Bulgaria - tarambuka
- Crimea Tatara - dumbelek
- Bukhori - tarbouka
- Egipto - tablah
- Eslovenia - tarbuka
- Grecia - toumberleki, toumpeleki (το τουμπελέκι, pronunciado "tubeleki")
- Hungría - dobouk
- India (Jammu y Kashmir), Pakistán - tumbak
- Irán - tombak, tonbak (تُمبَک ,تنبک ,دمبک ,دنبک ,تمبک) or zarb (ضَرب o ضَرب)
- Irak - tablah, dunbug
- Israel - darbuka, tarbuka
- Kurdistán - tepill
- Líbano - derbakeh
- Macedonia - tarabuka
- Palestina - durbakeh, derbakeh
- Rumania - tarabana, darabuka
- Serbia - tarambuke
- Siria - derbakeh
- Turquía - darbuka, dümbelek
- Tailandia, Laos - klong (o glong) yao (กลองยาว), thon (โทน), glong thap (กลองทับ)
- Oeste de África - djembe (pronunciado "yembé")